# Walter Krickeberg
Walter Krickeberg, född 27 juni 1885, död 15 juli 1962, var en tysk etnograf.
Walter Krickeberg var professor vid Museum für Völkerkunde i Berlin. Han var en av samtidens främsta amerikanister och utgav ett flertal arbeten rörande Amerikas etnografi och arkeologi, bland andra Die Totonaken (i Bassler-Archiv, 1918–1924, spansk översättning 1933), Amerika (i Georg Buschans Illustrierte Völkerkunde, 1, 1922), Märchen der Azteken und Inkaperuanen (1928), Beiträge zur Frage der alten kulturgeschichtlichen Beziehungen zwichen Nord- und Südamerika (i Zeitschrift für Ethnologie, 66, 1934), Amerika (i Hugo Bernatziks Die grosse Völkerkunde, 3, 1939) och Felsplastik und Felsbilder bei den Kulturvölkern Altamerikas, 1 (1949).